# ヒューマン・ビヘイヴィアー
「ヒューマン・ビヘイヴィアー」(Human Behaviour)は、アイスランド出身のミュージシャン、ビョークが1993年にリリースしたシングル。

## 概要
通算2枚目のスタジオ・アルバム『デビュー』からリードシングルとしてリリースされた。
「イソベル」（1995年、『ポスト』収録）と「バチェロッテ」（1997年、『ホモジェニック』収録）とは連作になっている。
ミュージック・ビデオの監督はミシェル・ゴンドリー、このビデオによってゴンドリーは一躍名を上げた。
イギリスのシングルチャートでは初めてチャート入りを果たし、最高位36位を記録。

## トラックリスト
| #  | タイトル                                        | 作詞 | 作曲・編曲 |
| -- | ----------------------------------------------- | ---- | ---------- |
| 1. | 「ヒューマン・ビヘイヴィアー」(Human Behaviour) |      |            |
| 2. | 「アトランティック」(Atlantic)                  |      |            |

## チャート
| チャート（1993年）               | 最高順位 |
| -------------------------------- | -------- |
| イギリス（全英シングルチャート） | 36       |